# Luca Comerio

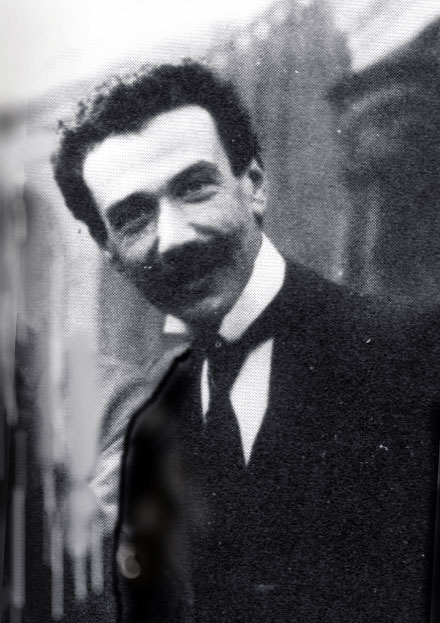
Luca Comerio en 1910

Luca Comerio  (né le 19 novembre 1878 à Milan et mort le 5 juillet 1940 à Mombello di Limbiate, dans la province de Monza et de la Brianza, en Lombardie,  est un réalisateur, producteur de cinéma et photographe italien.

## Biographie
Pionnier du documentaire d'exploration, Luca Comerio faisait l'éloge du colonialisme européen.
Les cinéastes Yervant Gianikian et Angela Ricci Lucchi ont contribué à la redécouverte de son travail dès les années 1980.

## Filmographie partielle
- La maratona italiana (1908)
- Il carnevale di Milano nel 1908 (1908)
- I funerali di Bocconi a Milano (1908)
- Amleto (1908)
- Il terremoto calabro-siculo (1909)
- Dalla pietà all'amore (1909)
- L'idroplano Forlanini (1910)
- Casa Savoia: Vita privata dell'intera famiglia dei Reali d'Italia (1911)
- L'avanzata di Tripolitania (1912)
- La presa di Zuara (1912)
- Cirenaica (1912)
- L'avanzata decisiva in Libia (1912)
- La battaglia delle due palme (1912)
- Esercito italiano: Plotone nuotatori di cavalleria (1912)
- Excelsior (1913)
- Il ritorno (1914)
- Europa in fiamme (1915)
- La guerra d'Italia a 3000 metri sull'Adamello (1916) - co-regia con Paolo Granata
- La Guerre Blanche (Sur L'Adamello) The White War (On The Adamello) (1915-1918), 21 min[1]
- La battaglia di Gorizia (1916)
- La battaglia tra Brenta e Adige (1916)
- La sixième bataille de l'Isonzo, 1916, 10 min
- La posta in guerra (1917)
- In alto! (1917)
- Il paradiso nell'ombre delle spade (1921)
- Giovinezza, giovinezza, primavera di bellezza... (1922)
- Sulle Alpi riconsacrate (1923)
- Da Quarto a Fiume italiana: L'epopea dannunziana (1924)
- La campana dei caduti a Rovereto (1926)
- Perché il mondo sappia e gli italiani ricordino (1932)
- Apoteosi (1934)